# Tagalog ritsemai
Tagalog ritsemai là một loài bọ cánh cứng trong họ Cerambycidae.